# Petrangola
La petrangola è un gioco di carte italiano originario delle Marche e diffuso anche in Romagna. Il fatto che si possa giocare a petrangola anche in molte persone rende questo gioco molto apprezzato durante le festività, specialmente quelle natalizie, in cui si radunano nella stessa casa molti parenti e conoscenti. Tradizionalmente si gioca con un mazzo di 40 carte da gioco piacentine, che sono quelle usate tradizionalmente nelle Marche. Se il numero di giocatori è superiore a ventiquattro, si gioca con due o anche con tre mazzi di carte. La petrangola si svolge in varie mani e l'importante non è vincerle, ma cercare di non perderle; infatti chi perde tre mani viene eliminato, e progressivamente il numero dei giocatori si riduce fino ad arrivare a una sfida a due.
In Romagna si gioca a petrangola anche in due persone, mentre nelle Marche la tradizione indica in quattro il numero minimo di giocatori.

## Calcolo del punteggio

### Valore delle carte singole
- assi: 11 punti
- figure (fante, cavallo e re):  10 punti
- carte dal due al sette: punti indicati dal numero rispettivo

### Valore delle combinazioni di carte
Il valore delle combinazioni di carte si calcola nel modo seguente:
- quando le tre carte sono di seme diverso e di valore diverso, il valore è quello della carta più alta;
- quando si hanno due carte dello stesso seme il valore si ottiene sommando il loro valore; se però la terza carta (quella di seme diverso) ha da sola un valore superiore a quello delle altre due, allora sarà questo punteggio a essere considerato;
- quando si hanno tre carte dello stesso seme, ed esse non sono in scala, il punteggio si ottiene sommando il valore delle tre carte;
- quando si hanno tre carte dello stesso seme in scala allora si fa "petrangola", cioè si ha un valore superiore a qualsiasi altro;
- quando si hanno tre carte di seme diverso, ma dello stesso valore (ad esempio: tre re, tre sette, tre assi), ugualmente si fa "petrangola".

Tra le varie petrangole possibili esiste la seguente scala di valori:
- massimo valore: i "tre assi", ossia la petrangola, composta da tre assi;
- valore inferiore: petrangola di carte a scala (esempio: petrangola composta da tre, quattro e cinque di bastoni);
  - tra le petrangole a scala, vale di più quella le cui carte hanno singolarmente più valore (esempio: una petrangola composta da fante, cavallo e re vale di più di una composta da sei, sette e fante);
- valore minimo: petrangola di carte uguali (esempio petrangola composta da tre di denari, tre di bastoni e tre di coppe);
  - tra le petrangole di carte uguali vale di più quella composta da carte che hanno singolarmente più valore (esempio: una petrangola composta da tre cavalli vale di più di una composta da tre cinque).

Se si formano più petrangole dello stesso valore, perde colui che l'ha formata per ultimo.
Se, a causa dell'alto numero di giocatori, si gioca con più di due mazzi, è possibile che si formino più petrangole uguali; in questo caso il valore massimo è il "petranguló", ossia la petrangola di spade, composta da tre assi, o da tre fanti, o da tre cavalli o da tre re.
| Esempi | Calcolo dei punteggi | denominazione               |
| ------ | --- | --------------------------- |
|        | Quando le tre carte sono di tre semi diversi, il punteggio è quello della carta avente in sé maggior valore; in questo caso è il re (non importa se di bastoni o di denari), che vale 10 punti | -                           |
|        | Quando solo due carte hanno lo stesso seme, il punteggio si calcola sommandone il valore; in questo caso: 3 + 6 = 9 punti. Se la terza carta ha da sola un punteggio maggiore, è questo che si prende in considerazione | -                           |
|        | Quando le tre carte hanno tutte lo stesso seme, il punteggio si calcola sommando il valore di tutte le carte; in questo caso: 11 (asso) + 3 + 7 = 21 punti | -                           |
|        | La combinazione di tre carte uguali o di tre carte in scala dello stesso seme è detta "petrangola" e ha sempre maggior valore di altre combinazioni. Quella raffigurata è una petrangola di tre carte uguali, che ha minor valore delle petrangole di carte a scala. Può accadere di dover stabilire quale di due petrangole abbia più valore; per farlo si deve sommare il valore delle singole carte; in questo caso: 10 + 10 + 10 = 30. | Petrangola di fanti         |
|        | Questa è una petrangola a scala, che ha maggior valore rispetto a tutte le combinazioni precedenti. Anche in questo caso, per stabilire quale di due petrangole abbia più valore si deve sommare il valore delle singole carte; in questo caso: 2 + 3 + 4 = 9. | Petrangola di carte a scala |
|        | La petrangola realizzata con tre assi vale sempre 31 punti (ogni asso invece vale 11) e vale più di ogni altra petrangola | I "tre assi"                |

## Il gioco

### Scopo del gioco
Il gioco è a eliminazione. Scopo di ogni mano del gioco è ottenere il punteggio massimo, cambiando a ogni turno da una a tre carte proprie con quelle del monte; il punteggio non serve a vincere una mano, ma a non perderla: chi perde tre mani viene eliminato. Scopo finale è superare tutte le mani senza essere eliminato e dunque vincere il gioco.

### Inizio
Prima dell'inizio del gioco, ogni giocatore deve acquistare tre segnali (in dialetto: marche o vite), rappresentati da tre fagioli o ceci secchi a prezzo fisso. Tutto il ricavato della vendita delle marche va a costituire la "posta", ossia il premio per il vincitore finale. I tre segnali sono posti sul tavolo da gioco in corrispondenza di ciascun giocatore.
Il mazziere distribuisce tre carte a ciascuno, iniziando da quello alla propria destra e procedendo in senso antiorario, quindi mette tre carte scoperte al centro, dette il monte.
Il gioco inizia dal giocatore a destra del mazziere; ognuno può cambiare una, due o tre delle proprie carte con quelle scoperte al centro, allo scopo di aumentare il proprio punteggio.

### Termine della mano per "bussata"
Il gioco prosegue e i vari giocatori effettuano i loro cambi in vari giri, fino a che qualcuno, soddisfatto del punteggio ottenuto, non effettua nessun cambio, ma dice; "Busso!" e bussa con le nocche sul tavolo. Il gioco prosegue fino ad arrivare al giocatore posto a sinistra di quello che "ha bussato"; dunque ognuno ha l'ultima possibilità di effettuare un cambio. Si dice che "il gioco muore con..." e si aggiunge il nome dell'ultimo giocatore che avrà la possibilità di effettuare lo scambio. Naturalmente, anche altri hanno la possibilità di "bussare", se non vogliono effettuare altri cambi.
Se il giocatore che "bussa" ha in mano una petrangola, è tenuto a dichiararla mettendo di fronte a sé le proprie carte e scoprendole; altrimenti continua a tenere le proprie carte in mano.
Arrivato il gioco alla sinistra di chi ha bussato, la prima mano termina. A questo punto tutti i giocatori mettono le proprie carte sul tavolo scoprendole; si calcola allora il punteggio di ciascuno. Chi ha il punteggio più basso si dice che "casca" e di conseguenza perde una "marca". Da questo momento egli è "dalle due", cioè ha a disposizione per il seguito del gioco soltanto due marche e non più tre. Ciò mette in evidenza una caratteristica fondamentale del gioco della petrangola, in cui non è importante ottenere il punteggio più alto, ma si deve condurre il proprio gioco cercando di evitare di avere il punteggio più basso.

### Termine della mano per "cambio camicia"
Quando qualcuno cambia tutte le sue tre carte con quelle del "monte" si dice che "cambia camicia". Questa azione equivale a quella di una "bussata" e pertanto la mano termina con l'azione del giocatore posto alla sinistra di colui che ha "cambiato camicia" (si dice: "il gioco muore con...").
Il mazziere, dopo aver distribuito le carte, prima di mettere in tavola le carte del "monte" e dare inizio al gioco, deve: 
- guardare le carte del "monte", senza farle vedere agli altri giocatori e senza guardare le proprie;
- decidere se:
  - mettere le carte del monte sul tavolo e dire "sto!" - in questo caso il gioco inizia normalmente, con il giocatore posto alla sua destra;
  - cambiare tutte le proprie carte con quelle del "monte", dicendo "cambio camicia!" - in questo caso la sua azione equivale a quella di una "bussata" e la mano termina con il giocatore posto alla sua sinistra.

Il mazziere deve pertanto effettuare una scelta "al buio", senza poter fare un confronto; è chiaro che la sua valutazione sarà basata sul valore delle carte del monte, ma non è necessario che esso sia esageratamente alto, in quanto, avendo gli altri giocatori la possibilità di fare un solo cambio, è assai probabile che ci sia almeno uno di loro che accumuli meno punti del mazziere.
Nel caso in cui il mazziere "cambi camicia", la mano consiste in un solo giro e quindi ogni giocatore ha una sola possibilità di cambiare le carte; la breve mano si svolge allora, eccezionalmente, a carte scoperte per tutti i giocatori eccetto il mazziere, permettendo a ciascuno di contare il punteggio man mano accumulato dagli altri e dunque di prevedere chi sarà il giocatore che "cadrà", ossia che perderà una "marca". Il fatto di poter contare su di un solo cambio, naturalmente, rende assai difficile accumulare punteggio e perciò la mano risulta spesso molto avvincente, anche perché, nessuno conosce il valore delle carte che il mazziere ha preso "cambiando camicia".

### Mani successive
Il gioco riprende con la seconda mano, che si svolge in modo del tutto analogo alla prima. Al termine di ogni mano c'è sempre un giocatore che, avendo realizzato il minor punteggio rispetto agli altri, "casca" e quindi perde una "marca". Con il proseguire del gioco ci saranno quindi alcuni giocatori che non sono "cascati" mai e ancora conservano tre marche (sono "dalle tre"), altri che sono "cascati" una volta e conservano due "marche", altri che, essendo "cascati" due volte, rimangono con una sola "marca". Naturalmente, dopo qualche mano, si arriva al punto in cui alcuni giocatori, essendo "cascati" tre volte, perdono tutte le tre "marche"; si dice allora che essi "muoiono", cioè devono uscire dal gioco. Ciò mette in luce un'altra caratteristica fondamentale della petrangola, che è quella di essere un gioco a eliminazione, in cui vince chi resiste di più.
Aver "fatto petrangola" non risparmia dunque dal "cadere": se gli altri giocatori hanno anch'essi tutti "fatto petrangola" si confrontano i punteggi e chi ha la petrangola di minor valore perde una "marca". In genere egli manifesta il suo disappunto per essere "caduto con una petrangola".
Chi fa "i tre assi" (petrangola composta da tre assi) guadagna un'ulteriore "marca"; è questo l'unico caso in questo gioco in cui venga premiato un punteggio alto.
Può capitare che il punteggio più basso sia condiviso da più persone; in questo caso esse escono tutte dal gioco, e si dice "cadono in due", o "in tre", eccetera.
Quando un giocatore "cade" successivamente più volte, allora si dice che "ha preso la "bisciòla"

### Rientro in gioco
Il giocatore che è uscito dal gioco perché è "morto", avendo perso tutte le proprie tre "marche", può, se lo vuole, "riaddottorarsi" (si dice anche "rinvivire"), ossia rientrare in gioco, alle seguenti condizioni: 
- deve pagare nuovamente la propria quota;
- acquista tante "marche" quante sono quelle possedute dal giocatore che al momento ne ha di meno.

Conseguentemente si hanno tre casi: 
- giocatore che "rinvivisce delle tre", se rientra in gioco quando tutti gli altri giocatori conservano ancora tutte le proprie "marche";
- giocatore che "rinvivisce delle due", se rientra in gioco quando c'è almeno un giocatore che è rimasto con sole due "marche";
- giocatore che "rinvivisce delle una"[5], se rientra in gioco quando c'è almeno un giocatore che è rimasto con una sola "marca".

A meno che non lo si decida prima dell'inizio del gioco, non ci si può "riaddottorare" per più di una volta; ciò dipende da quanto si vuole che duri il gioco e da quanto si vuole che aumenti la "posta", cioè il premio finale.

### Termine del gioco
A causa delle successive eliminazioni, si arriva al punto in cui i giocatori rimasti sono soltanto due e si ha la sfida finale, che determina il vincitore.
In caso di pareggio vince il mazziere.

### Condotta del gioco
I giocatori esperti cercano di evitare di essere eliminati non solo accumulando più punti nei vari cambi, ma tentando anche di sfavorire uno o più giocatori avversari; questa condotta di gioco è detta "arruotare", nel senso di "mettere qualcuno sotto le ruote" (in dialetto: "rotà"). Ciò è possibile cercando di capire gli intenti di un giocatore e di effettuare cambi prelevando carte solo allo scopo di impedirgli di potersene valere. Ad esempio: sospettando che un avversario stia facendo "un gioco a coppe", ossia stia cercando di fare un punteggio attraverso carte di coppe, si può prendere dal "monte" l'asso di coppe, se presente, al solo scopo di danneggiare l'avversario, anche rinunciando a una carta utile al proprio punteggio.

## Etimologia
L'etimologia del termine petrangola è incerta. Secondo alcuni studiosi esso deriva dal latino "per tres agon", ossia "gara per tre cose", in quanto il numero tre è ricorrente in questo gioco: sono tre le carte di ogni giocatore, tre le carte del "monte", tre le "marche" e il punteggio massimo si ottiene con i "tre assi". Nel caso questa etimologia fosse corretta, l'origine della petrangola dovrebbe essere molto antica, come farebbe pensare anche l'espressione "busso!", che i battitori d'asta usano sin dal Medioevo.

## Modi di dire
Come si è già detto, il giocatore che fa petrangola con tre assi (ossia "fa i tre assi") guadagna una "marca". Per superstizione si dice che se il giocatore che "fa i tre assi" utilizza anche l'asso di denari, la sorte gli sarà avversa e perderà presto non solo la marca in più appena guadagnata, ma anche le altre possedute. Per questo motivo l'asso di denari è detto "la frittata".
Quando si gioca a petrangola in molte persone, specie in occasione di festività, anziché dire "giochiamo a petrangola" si usa l'espressione "facciamo una "petrangolata", ossia una bella giocata a petrangola.

## Giochi simili
Simili alla petrangola sono la Mambassa e il Trentuno.